# MasterChef (chương trình truyền hình Hoa Kỳ)
MasterChef (Mỹ) là một chương trình truyền hình thực tế về nấu ăn cạnh tranh của Mỹ dựa trên chương trình cùng tên của Anh, dành cho đầu bếp tại gia và đầu bếp nghiệp dư. Được sản xuất bởi Shine America và One Potato Two Potato, ra mắt vào ngày 27 tháng 7 năm 2010 trên kênh Fox, sau chương trình thi nấu ăn chuyên nghiệp Hell's Kitchen.
Trong năm mùa đầu tiên, chương trình có sự tham gia của các đầu bếp nổi tiếng Gordon Ramsay (đồng sáng tạo của chương trình này và chương trình Hell's Kitchen), Graham Elliot và Joe Bastianich. Từ Phần 6–8, đầu bếp bánh ngọt Christina Tosi tạm thời thay thế Bastianich. Vào Phần 7, Elliot đã rời vị trí giám khảo và thay vì có giám khảo thứ ba, phần này đã có một loạt các giám khảo khách mời, một trong số đó là Aarón Sanchez. Kể từ Phần 8, Sanchez tham gia với vị trí giám khảo thông thường. Trong Phần 9, Bastianich trở lại với vị trí giám khảo bình thường, thay thế cho Tosi. Vào ngày 19 tháng 9 năm 2018, có thông báo rằng chương trình đã được gia hạn tiếp để làm phần thứ mười, khởi chiếu vào ngày 29 tháng 5 năm 2019 với Ramsay, Sanchez và Bastianich trở lại làm giám khảo.
Kể từ tháng 10 năm 2020, mùa thứ mười một gồm 18 tập đang được sản xuất, với Ramsay, Sanchez và Bastianich đều trở lại làm giám khảo.

## Lịch sử
Mùa 1 ban đầu được phát sóng vào tối thứ Ba lúc 9:00 ET / PT, ra mắt vào ngày 27 tháng 7 năm 2010; sau đó chuyển sang tối Thứ Tư lúc 8 giờ tối (giờ Miền Đông) vào ngày 18 tháng 8.
Vào ngày 7 tháng 9 năm 2010, MasterChef đã được gia hạn để làm phần thứ hai, bắt đầu bằng buổi công chiếu kéo dài 2 đêm vào ngày 6 tháng 6 năm 2011.
Vào ngày 6 tháng 10 năm 2011, MasterChef đã được gia hạn cho phần thứ ba, bắt đầu bằng buổi công chiếu 2 đêm vào ngày 4 tháng 6 năm 2012, sau Hell's Kitchen.
Vào ngày 23 tháng 7 năm 2012, MasterChef đã được gia hạn để làm phần thứ tư, được công chiếu vào ngày 22 tháng 5 năm 2013, vào Thứ Tư lúc 8:00 tối theo khung giờ miền Đông.
Vào ngày 10 tháng 5 năm 2013, Fox đã gia hạn MasterChef thêm 2 mùa, sẽ kéo dài chương trình lên ít nhất 6 mùa.
Vào ngày 22 tháng 7 năm 2015, Fox đã gia hạn MasterChef  để làm mùa thứ 7.

## Tổng quan về chương trình

### Mùa
| Mùa | Số tập | Ngày công chiếu         | Ngày kết thúc       | Số thí sinh | Người thắng cuộc    | Á quân                                | Giám khảo 1   | Giám khảo 2         | Giám khảo 3    |
| --- | ------ | ----------------------- | ------------------- | ----------- | ------------------- | ------------------------------------- | ------------- | ------------------- | -------------- |
| 1   | 13     | 27 tháng 7 năm 2010     | 15 tháng 9 năm 2010 | 14          | Whitney Miller      | David Miller                          | Gordon Ramsay | Graham Elliot       | Joe Bastianich |
| 2   | 20     | 6 tháng 6 năm 2011      | 16 tháng 8 năm 2011 | 18          | Jennifer Behm       | Adrien Nieto                          | Gordon Ramsay | Graham Elliot       | Joe Bastianich |
| 3   | 20     | 4 tháng 6 năm 2012      | 10 tháng 9 năm 2012 | 18          | Christine Hà        | Joshua Marks†                         | Gordon Ramsay | Graham Elliot       | Joe Bastianich |
| 4   | 25     | 22 tháng 5 năm 2013     | 11 tháng 9 năm 2013 | 19          | Luca Manfé          | Natasha Crnjac                        | Gordon Ramsay | Graham Elliot       | Joe Bastianich |
| 5   | 19     | 26 tháng 5 năm 2014     | 15 tháng 9 năm 2014 | 22          | Courtney Lapresi    | Elizabeth Cauvel                      | Gordon Ramsay | Graham Elliot       | Joe Bastianich |
| 6   | 20     | 20 tháng 5 năm 2015     | 16 tháng 9 năm 2015 | 22          | Claudia Sandoval    | Derrick Peltz                         | Gordon Ramsay | Graham Elliot       | Christina Tosi |
| 7   | 19     | ngày 1 tháng 6 năm 2016 | 14 tháng 9 năm 2016 | 20          | Shaun O'Neale       | David Williams & Brandi Mudd          | Gordon Ramsay | Giám khảo khách mời | Christina Tosi |
| 8   | 21     | 31 tháng 5 năm 2017     | 20 tháng 9 năm 2017 | 20          | Dino Angelo Luciano | Eboni Henry & Jason Wang              | Gordon Ramsay | Aarón Sanchez       | Christina Tosi |
| 9   | 23     | 30 tháng 5 năm 2018     | 19 tháng 9 năm 2018 | 24          | Gerron Hurt         | Ashley Mincey & Cesar Cano            | Gordon Ramsay | Aarón Sanchez       | Joe Bastianich |
| 10  | 25     | 29 tháng 5 năm 2019     | 18 tháng 9 năm 2019 | 20          | Dorian Hunter       | Sarah Faherty & Nick DiGiovanni       | Gordon Ramsay | Aarón Sanchez       | Joe Bastianich |
| 11  | 18     | 2 tháng 6 năm 2021      | 15 tháng 9 năm 2021 | 15          | Kelsey Murphy       | Autumn Moretti & Suu Khin             | Gordon Ramsay | Aarón Sanchez       | Joe Bastianich |
| 12  | 20     | 25 tháng 5 năm 2022     | 14 tháng 9 năm 2022 | 20          | Dara Yu             | Christian Green & Michael Silverstein | Gordon Ramsay | Aarón Sanchez       | Joe Bastianich |
| 13  | 20     | 24 tháng 5 năm 2023     | 20 tháng 9 năm 2023 | 20          | Grant Gillon        | Jennifer Maune & Kennedy Underwood    | Gordon Ramsay | Aarón Sanchez       | Joe Bastianich |
| 14  | 19     | 29 tháng 5 năm 2024     | 18 tháng 9 năm 2024 | 20          | Michael Leonard     | Becca Gibb & Kamay Lafalaise          | Gordon Ramsay | Aarón Sanchez       | Joe Bastianich |

1. ↑  Giám khảo khách mời gồm có Sanchez, Wolfgang Puck, Edward Lee, Kevin Sbraga, Richard Blais, và Daniel Boulud

### Đánh giá
| 1  | 13 | ngày 27 tháng 7 năm 2010 | 5.75 | ngày 15 tháng 9 năm 2010 | 4.81 | 2010 | Tuesday 9:00pm (1-3) Wednesday 8:00pm (4-13)                                                          | 5.26 | 2.3 |
| 2  | 20 | June 6, 2011             | 4.40 | ngày 16 tháng 8 năm 2011 | 7.12 | 2011 | Monday 9:00 pm                                                                                        | 5.27 | 2.2 |
| 2  | 20 | June 6, 2011             | 4.40 | ngày 16 tháng 8 năm 2011 | 7.12 | 2011 | Tuesday 9:00 pm                                                                                       | 5.35 | 2.2 |
| 3  | 20 | ngày 4 tháng 6 năm 2012  | 5.10 | ngày 10 tháng 9 năm 2012 | 6.52 | 2012 | Monday 9:00 pm                                                                                        | 5.84 | 2.5 |
| 3  | 20 | ngày 4 tháng 6 năm 2012  | 5.10 | ngày 10 tháng 9 năm 2012 | 6.52 | 2012 | Tuesday 9:00 pm                                                                                       | 5.67 | 2.4 |
| 4  | 25 | ngày 22 tháng 5 năm 2013 | 5.30 | ngày 11 tháng 9 năm 2013 | 6.31 | 2013 | Wednesday 8:00 pm                                                                                     | 5.63 | 2.3 |
| 5  | 19 | ngày 26 tháng 5 năm 2014 | 4.26 | ngày 15 tháng 9 năm 2014 | 5.56 | 2014 | Monday 8:00 pm                                                                                        | 5.43 | 1.9 |
| 6  | 20 | ngày 20 tháng 5 năm 2015 | 3.39 | ngày 16 tháng 9 năm 2015 | 4.69 | 2015 | Wednesday 8:00 pm                                                                                     | 4.56 | 1.5 |
| 7  | 19 | ngày 1 tháng 6 năm 2016  | 3.81 | ngày 14 tháng 9 năm 2016 | 4.36 | 2016 | Wednesday 8:00 pm                                                                                     | 4.03 | 1.3 |
| 8  | 21 | ngày 31 tháng 5 năm 2017 | 3.67 | ngày 20 tháng 9 năm 2017 | 4.14 | 2017 | Wednesday 8:00 pm                                                                                     | 3.62 | 1.1 |
| 9  | 23 | ngày 30 tháng 5 năm 2018 | 3.52 | ngày 19 tháng 9 năm 2018 | 3.56 | 2018 | Wednesday 8:00 pm                                                                                     | 3.52 | 1.0 |
| 10 | 25 | ngày 29 tháng 5 năm 2019 | 3.14 | ngày 18 tháng 9 năm 2019 | 3.17 | 2019 | Wednesday 8:00pm (1-4, 6, 8, 10, 12, 14, 16, 18, 20-25) Thursday 8:00pm (5, 7, 9, 11, 13, 15, 17, 19) | 3.06 | 0.8 |
| 11 | 18 | ngày 2 tháng 6 năm 2021  | 2.55 | ngày 15 tháng 9 năm 2021 | 2.53 | 2021 | Wednesday 8:00 pm                                                                                     | 2.51 | 0.6 |
| 12 | 20 | ngày 25 tháng 5 năm 2022 | 1.75 | ngày 14 tháng 9 năm 2022 | 2.53 | 2022 | Wednesday 8:00 pm                                                                                     | 2.22 | 0.4 |

## Phiên bản trước đây của Mỹ
West 175 Productions đã sản xuất một bản chuyển thể của Mỹ trước đó, MasterChef Hoa Kỳ, được phát sóng trên PBS từ năm 2000 đến 2001. Cấu trúc chương trình trực tiếp dựa trên phiên bản MasterChef của BBC và kéo dài 28 tập trong 2 mùa. Chương trình được tổ chức bởi đầu bếp người Anh Gary Rhodes, người đã tổ chức phiên bản MasterChef Anh vào năm 2001.